# Frédéric Vaillant

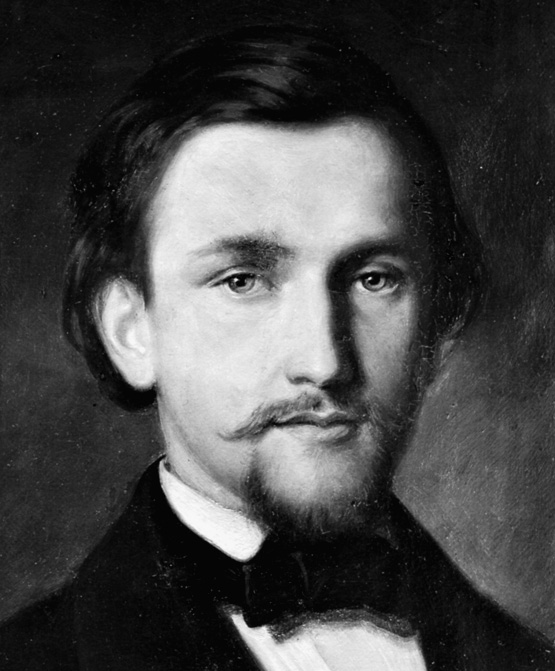
Frédéric Vaillant

Frédéric Vaillant (* 12. Januar 1801 in Freiburg; † 1. Juni 1880 ebenda; heimatberechtigt ab 1803 in Avry-sur-Matran und ab 1806 in Freiburg) war ein Schweizer Politiker.

## Leben
Frédéric Vaillant wurde als Sohn des Denis-Dominique Vaillant, Offizier der französischen Armee während des Direktoriums und des Konsulats, und der Anne-Marie de Buman geboren. Nach seinem Studium an der École polytechnique in Paris wurde er als Anwalt am Pariser Gerichtshof zugelassen. Ab 1834 hatte er verschiedene Ämter in der Freiburger Kantonsverwaltung inne, von 1837 bis 1847 als Freiburger Staatsrat. Nach dem Sonderbundskrieg musste Vaillant Freiburg verlassen und wurde Privatlehrer in Moldawien und dann in Bern. Nach dem Ende der radikalen Herrschaft war er von 1857 bis 1878 erneut im Staatsrat, in dem er von 1857 bis 1862 dem Justizdepartement sowie von 1863 bis 1878 dem Justiz- und Kultusdepartement vorstand. Auf ihn gehen zahlreiche Gesetze vor allem zum Notariatswesen, zur Staatsanwaltschaft und zum Zivilstandswesen zurück.